# 礼記

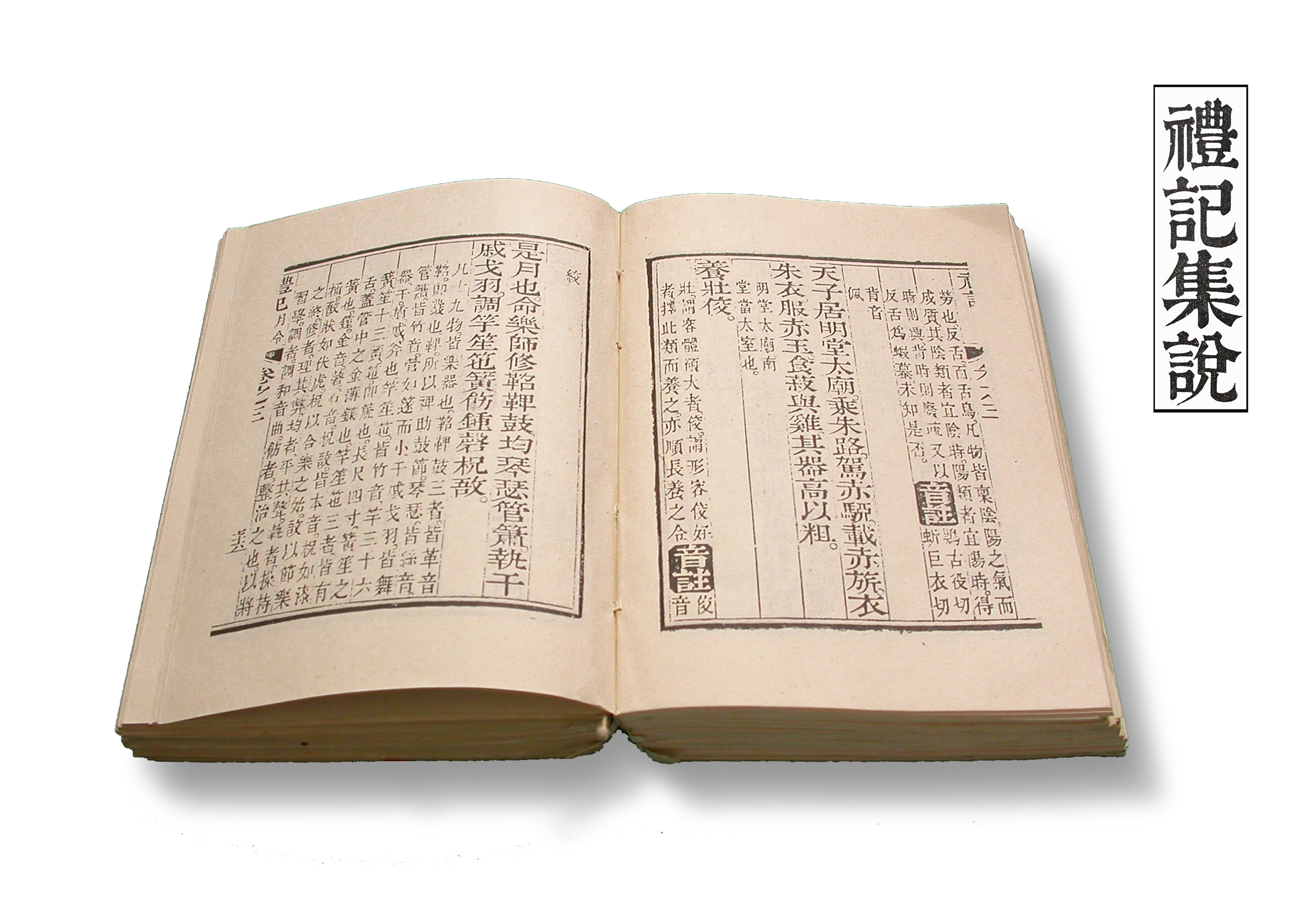
礼記集説

『礼記』（らいき　繁体字: 禮記; 簡体字: 礼记; 拼音: Lǐjì; ウェード式: Li-chi）とは、儒教の最も基本的な経典である「経書」の一つで、『周礼』（しゅらい）『儀礼』（ぎらい）と合わせて「三礼」（さんらい）と称される。『小戴礼記』（しょうたいらいき）とも。全49篇。

## 概要
そもそも「礼記」という言葉は、礼に関する注記という意味であり、「礼」あるいは「礼経」に関係する論議・注釈を指す言葉である。現代に伝わる『礼記』は、周から漢にかけての儒学者がまとめた礼に関する記述を、前漢の戴聖が編纂したものである。その内容は、政治・学術・習俗・倫理などあらゆる分野に及ぶ、雑然とした記録の集積である。
戴聖が編纂した『礼記』のほかに、戴聖の伯父である戴徳（大戴）が作った『礼記』が存在する。両者を区別する際には、戴聖の『礼記』を『小戴礼記』、戴徳の『礼記』を『大戴礼記』と呼称する。
『礼記』に対する注釈書としては、後漢の鄭玄注、また鄭玄注をもとに疏を附した唐の孔穎達『礼記正義』（『五経正義』の一つ）、元の陳澔の『礼記集説』、朱彬『礼記訓纂』など、多数のものが存在する。

## 『礼記』の成立
『礼記』は雑然とした内容を集積した書物であり、篇によって成立時期は異なる。例えば、「中庸」篇は孔子の孫の子思の作、「月令」篇は秦の呂不韋の『呂氏春秋』に拠る、また「王制」篇は『史記』封禅書をもとに前漢の文帝の時に編纂されたとされている。
また、出土文献に『礼記』と共通する内容をもつものが発見された例がある。一例は、1993年に郭店一号墓から「緇衣」（しえ）篇とほぼ同じ内容を記した竹簡が発見された。
前漢の宮廷図書目録である『漢書』芸文志の礼の項目には「『記』百三十一篇」との著録があり、これが現在に伝わる『礼記』の原型であると考えられている。

### 『小戴礼記』の成立
『小戴礼記』49篇が成立する過程については、古来『隋書』経籍志などに論じられており、有力な学説が二つ存在する。

#### 『隋書』経籍志説
第一の説は、『隋書』経籍志を代表とするものである。
前漢の宮廷図書目録である『漢書』芸文志には、「『記』131篇」と著録されている。これは遡ると河間献王の得た『礼記』であり、ここからまず戴徳が85篇を選び取って『大戴礼記』を作り、次に戴徳がそれを刪定して更に46篇を選び取り、『小戴礼記』を作った。この後、後漢の馬融が『小戴礼記』に3篇を付け加え、現在の全49篇になった、とする。この学説によると、『記』から『大戴礼記』、『大戴礼記』から『小戴礼記』が生れたことになる。

#### 銭大昕説
第二の学説は、清の考証学者である銭大昕の説を代表とするものである。
銭大昕は、『大戴礼記』85篇と『小戴礼記』46篇（上下に分かれた篇を統合すると46篇になる）を合わせるとちょうど131篇になることと、鄭玄の『六芸論』に「戴德伝『記』八十五篇、戴聖伝『記』四十九篇」と記されており、戴聖が刪定したという記載はないことを根拠として、戴徳と戴聖は各々ばらばらに選び取って、『大戴礼記』と『小戴礼記』を作ったとする。
現在では、銭大昕説に全て従うかは別問題であるが、『隋書』経籍志の刪定説は成立しがたいとされている。
これ以外に、『大戴礼記』と『小戴礼記』は、『記』から選び取ったのではなく、両者の師であった后蒼の『曲台記』（『后氏曲台記』）を継承したもので、本来は49篇であったとする学説も存在する。（黄懐信など『大戴礼記彙校集注』）

## 『礼記』の展開

### 漢代
戴徳・戴聖によって編纂された『礼記』は、前漢の宣帝の甘露3年（紀元前51年）に博士に立てられた。以後、前漢を通じて博士官を維持し、後漢にはいわゆる今文十四博士の一つとして礼の博士官を独占した。しかし後漢末になり、今古文を折衷して独自の経学説を打ち立てた鄭玄は、『小戴礼記』にのみ注釈をつけ、『大戴礼記』には注釈しなかった。これにより戴聖の『礼記』は流行し、以後、『礼記』といえば戴聖の『礼記』を指す名称となり、『儀礼』『周礼』とともに三礼の一つに挙げられ、経書としての地位を高めていった。逆に、『大戴礼記』（だたいらいき）は一部しか現存していない。

### 魏晋南北朝
魏晋の時代には、王粛が鄭玄に対抗し独自に『礼記』に注釈を施した。晋では王粛との姻戚関係から、王粛の注釈が学官に立てられ、これ以後、鄭玄と王粛の注の両者が主導権を争うようになった。南朝では、一時期王粛注が盛んに用いられたが、北朝では一貫して鄭玄注が用いられた。特に、貴族制が発達する中で、喪服の制度に関する研究が進められた。
南北朝時代には、義疏の形式で『礼記』の研究がなされており、賀瑒・皇侃・沈重・熊安生らによって義疏が制作された。

### 唐代
唐の貞観年間に、太宗の命によって『五経正義』が選定された。この時、孔穎達らは鄭玄の『礼記』注に拠って『礼記正義』を編纂し、鄭注の地位が不動のものとなった。なお、この『礼記正義』は、南朝梁の皇侃の疏を軸とし、北斉の熊安生の学説を参考にして作られたものである。
この貞観年間には、魏徴が『礼類』を編纂した。これは、『礼記』の配列があまりに混乱しているため、配列を改編して系統的な書物として作り直そうとしたものである。このような動きは、魏の孫炎が試みたことがあった。魏徴の『礼類』は、玄宗の開元年間、当時著明な学者であった元行沖の注釈を加え、経に昇格される予定であったが、他の学者の反対にあい沙汰止みになった。

### 宋代
宋代でも礼の研究は盛んで、『礼記』研究も多くなされた。特質すべきは、宋明理学の朱子学によって『大学』と『中庸』の2篇が『礼記』の中から取り出され、『論語』『孟子』とともに四書の一つに数えられるに至ったことである。
この頃作られた注釈書に衛湜『礼記集説』などがある。

### 元代以降
元代も宋代に引き続き『礼記』の研究がなされたが、特に呉澄の『礼記纂言』は著明で、『礼記』の篇目を自在に改変して独自の読み方を提供した。また『礼記大全』の種本となった陳澔の『礼記集説』も生れた。明朝は初期に『礼記大全』が編纂され、科挙のテキストとされた。
清朝で考証学が勃興し、宋代以来の研究は廃除され、『礼記正義』や鄭玄の注釈が尊経されるようになった。この時期に著された多くの著書は、清朝以降も重んじられ、現在に至るまで重要な解釈テキストとなっている。

## 『礼記』の内容

### 全49篇の配列
『礼記』は、体系的な編纂物ではなく、雑多な内容が無秩序に並んでいる。これを体系的に捉えるため、鄭玄は『三礼目録』を作り、劉向の『別録』における各篇の分類に拠って、内容を以下のように分類した。
以下の表は、『礼記』全49篇を現行本『礼記正義』に従って配列し、そこに『三礼目録』に注記された劉向『別録』の分類を加え、内容の簡評を加えたものである。劉向の分類は、後世完全に承認されたわけではないが、最も古典的な分類方法として尊重されてきた。
| 番号 | 篇名     | 分類     | 『三礼目録』の簡評                                           |
| ---- | -------- | -------- | ------------------------------------------------------------ |
| 1    | 曲礼・上 | 制度     | 五礼（吉・凶・賓・軍・嘉）の総説。                           |
| 2    | 曲礼・下 | 同上     | 同上                                                         |
| 3    | 檀弓・上 | 通論     | 礼の総説。服喪に関することが多い。                           |
| 4    | 檀弓・下 | 同上     | 同上                                                         |
| 5    | 王制     | 制度     | 先王の政治制度（班爵・授禄・祭祀・養老）について論じたもの。 |
| 6    | 月令     | 明堂陰陽 | 1年12月の年中行事と天文や暦について論じたもの                |
| 7    | 曾子問   | 喪服     | 喪の変礼について論じたもの。                                 |
| 8    | 文王世子 | 世子法   | 文王・武王・周公に関する逸事を論じたもの。                   |
| 9    | 礼運     | 通論     | 五帝・三王の道理や、礼の変遷・法則について論じたもの。       |
| 10   | 礼器     | 制度     | 礼の規範的意義を説いたもの。「器」は規範の意味。             |
| 11   | 郊特牲   | 祭祀     | 祭天における犠牲について論じたもの。                         |
| 12   | 内則     | 子法     | 家の内側の礼（儀則）について論じたもの。                     |
| 13   | 玉藻     | 通論     | 礼服の規定や礼儀作法について論じたもの。                     |
| 14   | 明堂位   | 明堂陰陽 | 明堂における諸侯の配列について論じたもの。                   |
| 15   | 喪服小記 | 喪服     | 喪服についての細かい規定を論じたもの。                       |
| 16   | 大伝     | 通論     | 祖宗・人親の大義について論じたもの。                         |
| 17   | 少儀     | 制度     | やや重要性の少ない礼について論じたもの。                     |
| 18   | 学記     | 通論     | 学問について論じたもの。                                     |
| 19   | 楽記     | 楽記     | 音楽理論について論じたもの。楽記は「がくき」と読む。         |
| 20   | 雑記・上 | 喪服     | 諸侯から士までの喪礼を論じた雑駁な記録の意味。               |
| 21   | 雑記・下 | 同上     | 同上                                                         |
| 22   | 喪大記   | 喪服     | 君臣以下の喪礼について、大事なものを論じたもの。             |
| 23   | 祭法     | 祭祀     | 四代の祭祀について論じたもの。                               |
| 24   | 祭義     | 祭祀     | 祭祀の意義について論じたもの。                               |
| 25   | 祭統     | 祭祀     | 祭祀の根本について論じたもの。統は「本」の意味。             |
| 26   | 経解     | 通論     | 六芸（六経）の得失について論じたもの。                       |
| 27   | 哀公問   | 通論     | 哀公と孔子との問答。礼についての論説。                       |
| 28   | 仲尼燕居 | 通論     | 孔子と弟子との問答。礼についての論説。                       |
| 29   | 孔子間居 | 通論     | 孔子と子夏との問答。君主の徳について論じたもの。             |
| 30   | 坊記     | 通論     | 人が不義に陥ることを防ぐためのものとして、礼を論じたもの。   |
| 31   | 中庸     | 通論     | 中庸の徳について論じたもの。                                 |
| 32   | 表記     | 通論     | 君子の徳が人々の規範となって現われることについて論じたもの。 |
| 33   | 緇衣     | 通論     | 政治的教訓（賢者を好むことなど）について論じたもの。         |
| 34   | 奔喪     | 喪服     | 他国にいて喪を知り帰国するときの礼について論じたもの。       |
| 35   | 問喪     | 喪服     | 喪中の礼について論じたもの。                                 |
| 36   | 服問     | 喪服     | 喪服の変化と喪礼についての論じたもの。                       |
| 37   | 間伝     | 喪服     | 喪服の軽重、喪礼についての諸規則を論じたもの。               |
| 38   | 三年問   | 喪服     | 喪服の年月（3年）について論じたもの。                        |
| 39   | 深衣     | 制度     | 深衣（普段着）について論じたもの。                           |
| 40   | 投壺     | 吉礼     | 投壺の礼について論じたもの。                                 |
| 41   | 儒行     | 通論     | 哀公と孔子の問答。儒者のあるべき言動について論じたもの。     |
| 42   | 大学     | 通論     | 学問と政治について論じたもの。                               |
| 43   | 冠義     | 吉事     | 冠礼（成人式の礼）について論じたもの。                       |
| 44   | 昏義     | 吉事     | 婚姻の礼について論じたもの。                                 |
| 45   | 郷飲酒義 | 吉事     | 郷での飲酒（親睦会）の礼について論じたもの。                 |
| 46   | 射義     | 吉事     | 燕射・大射の礼の意義について論じたもの。                     |
| 47   | 燕義     | 吉事     | 君臣燕飲（宴会）の礼について論じたもの。                     |
| 48   | 聘義     | 吉事     | 諸侯間の聘問（訪問・見舞い）の礼について論じたもの。         |
| 49   | 喪服四制 | 喪服     | 喪服の制を仁義礼智の四者に配当して論じたもの。               |

### 各篇の作者
全49篇各篇の作者が誰であるかは、古来問題とされてきた。いずれも推測であるが、著明なものを挙げると以下のようになる。
- 王制篇‐『史記』封禅書を根拠として、前漢の文帝の時に博士に編纂させたもの。比較的有力な学説とされている。
- 月令篇‐秦の呂不韋が編纂させた『呂氏春秋』十二紀とほぼ同内容。『呂氏春秋』を引き写したものとされている。比較的有力な学説とされている。
- 楽記篇‐一説に前漢の武帝のときに河間献王が編纂させたといわれている。その他、公孫尼子、荀子などの説もある。
- 中庸篇‐『史記』孔子世家を根拠として、子思の作であるとされている。批判もあるが、定説とされている。
- 坊記篇‐子思の作とみなす学者もいる。
- 表記篇‐子思の作とみなす学者もいる。
- 緇衣篇‐公孫尼子の作ともいわれ、また子思の作ともいわれている。
- 三年問篇‐『荀子』礼論に重複部分がある。
- 大学篇‐朱熹は孔子（経）と曾子（伝十章）の作とする。長く定説とされてきたが、根拠はなく、現在では否定されている。

### 各篇の単行
『礼記』は礼に関する諸文献を集めたものであるため、書物として厳密な体系を備えているわけではない。そのため「喪服」篇や「中庸」篇などは、『礼記』本体とは別に、独立して読まれるようになった。『礼記』の各篇が単行書として取られたものには以下の礼がある。
- 王制篇‐宋代に独立した注釈が作られた
- 月令篇‐後漢時代から独立して扱われていた。最も有名なのは唐の玄宗が作らせた『刊定礼記月令』である。
- 中庸篇‐『漢書』芸文志に『中庸説』が存在し、もともと独立的な性格を持っていた。宋（南朝）のときにも単行書として注釈され、以後も独立して扱われることが多かった。宋代にも多くの注釈が作られたが、特に朱熹が作った章句は四書の一つとして尊崇を集めた。以後、おびただしい注釈書が作られた。
- 大学篇‐程顥・程頤兄弟が単行書として扱い、朱熹が章句を作って四書の一つになった。以後、おびただしい注釈書が作られた。
- 深衣篇‐宋代以後、多くの研究が生れた。